# Реза, Ясмина
Ясмина Реза (фр. Yasmina Reza; род. 1 мая 1959, Париж) — французская писательница, сценаристка, переводчица, актриса театра и кино, драматург, пьесы которой («Бог резни», «Art» / «„Искусство“») поставлены во многих театрах Европы и Америки.

## Биография
Родилась в еврейской семье. Семья её отца, из бухарских евреев российского происхождения (бабушка со стороны отца родилась в Самарканде), бежала во Францию уже после Октябрьской революции в 1923 году; сам отец родился в 1918 году в Москве и был инженером и предпринимателем. Уже во Франции родители отца сократили фамилию Резаев до Реза. Вторая мировая война застала его в Ницце, откуда он был депортирован в концентрационный лагерь Дранси, где выдал себя за мусульманина, таким образом избежав дальнейшей депортации. Мать была еврейкой из Будапешта, скрипачкой, которая покинула Венгрию в двадцатилетнем возрасте уже после образования Венгерской Народной Республики в 1956 году.
Поступила на факультет Парижской консерватории в 18 лет со второго раза, закончила его с отличием. Автор пьес, киносценариев и нескольких романов. В 2010 году сняла по своей драме «Испанская пьеса» (2004) фильм «Chicas» с участием Кармен Мауры, Эмманюэль Сенье и Андре Дюссолье.
Замужем, имеет двух детей.

## Произведения

### Киносценарии
- 1983 — «À demain», реж. Didier Martiny (также выступила в фильме как актриса)
- 2000 — «Le Pique-nique de Lulu Kreutz», реж. Didier Martiny
- 2011 — «Резня», реж. Роман Полански (премия «Сезар» за лучший сценарий-адаптацию, премия Общества сценаристов Испании за лучший сценарий)

### Пьесы
- «Разговоры после похорон» / «Conversations après un enterrement» (1987, премия Мольера)
- «La Traversée de l’hiver» (1989)
- «Art»[фр.] (1994, премия Мольера, Премия Лоренса Оливье, премия «Тони»-1998)
- «L’Homme du hasard» (1995)
- «Trois Versions de la vie» (2001)
- «Испанская пьеса» / «Une pièce espagnole» (2004)
- «Бог резни»  / «Le Dieu du carnage» (2007,  Премия Лоренса Оливье, премия «Тони»-2009)
- «Comment vous racontez la partie» (2011)[19]
- «Bella Figura» (2015)

### Рассказы, повести, эссе
- «Hammerklavier» (1997)
- «Une désolation» (1999)
- «Nulle part» (2005)
- «В санях Артура Шопенгауэра» / «Dans la luge d'Arthur Schopenhauer» (2005)
- «Утро, вечер или ночь: год с Николя Саркози» / «L'Aube le Soir ou la Nuit» (2007)

### Романы
- «Adam Haberberg», Albin Michel, 2002
- «Счастливы счастливые» /  «Heureux les heureux», éditions Flammarion, 2013 (премия журнала «Marie Claire» за роман, написанный женщиной; литературная премия газеты «Монд» за роман, )
- «Вавилон» / «Babylone», éditions Flammarion, 2016 (премия Ренодо)

### Интервью
- Das Lachen als Maske des Abgründigen: Gespräche mit Ulrike Schrimpf. Lengwil: Libelle, 2004

## Признание
Член жюри Каннского МКФ (1999). Большая театральная премия Французской академии (2000). Премия ACE (Нью-Йорк) за лучшую пьесу (2010).
Кавалер Национального ордена «За заслуги» (1998).